# فسكيوميتول
الفسكيوميتول (بالإنجليزية: Viscumitol)‏  هو سيكليتول (ألكان حلقي يحتوي على مجموعة هيدروكسيل على ثلاث ذرات أو أكثر من ذرات الحلقة الألكانية) وهو ثنائي ميثيل إيثر من الميوكو-إنوسيتول الذي يمكن أن يستخلص من الدبق الأبيض.